# Helicopsyche pupoidea
Helicopsyche pupoidea är en nattsländeart som beskrevs av Hagen 1864. Helicopsyche pupoidea ingår i släktet Helicopsyche och familjen Helicopsychidae. Inga underarter finns listade i Catalogue of Life.